# Akkoord Magazine
Akkoord Magazine was een tweemaandelijks Nederlands tijdschrift voor beoefenaren van met name klassieke muziek. Het blad heeft een oplage van ruim 4500 exemplaren en richt zich op zowel beroeps- als amateurmusici. Het blad kan ook worden gedownload voor de iPad.

## Geschiedenis
Het blad verscheen sinds 1993 onder de naam Akkoord, onder de verantwoordelijkheid van de LOAM (landelijke organisatie amateurmuziekverenigingen) die tegenwoordig Unisono heet. Aanvankelijk zou het tijdschrift in de plaats komen van het blad Huismuziek, maar een van de leden van de LOAM, de vereniging Huismuziek, heeft later weer een periode een blad onder die titel uitgegeven. Vanaf 2006 bracht uitgeverij De Inzet, die meerdere bladen op muziekgebied uitgeeft, het blad op de markt onder de naam Akkoord Magazine. Het laatste nummer verscheen in 2015.

## Inhoud
Rubrieken zijn onder meer een concertagenda, 'Prelude' waarin nieuws uit de muziekwereld, repertoiretips, 'Uit de archieven van het Nederlands Muziek Instituut', 'Vraag en Aanbod' en servicepagina's.